# Чёрный Лес (Збаражская городская община)
Чёрный Лес (укр. Чорний Ліс) — село в Збаражской городской общине Тернопольского района Тернопольской области Украины.
Код КОАТУУ — 6122480404. Население по переписи 2001 года составляло 148 человек.
До 2020 года входило в Збаражский район.

## Географическое положение
Село Чёрный Лес находится на расстоянии в 4 км от города Збараж.
К селу примыкает лесной массив Лес Чёрный (граб, асень).
Рядом проходит автомобильная дорога М-19 (E 85).

## История
- 1905 год — дата основания.

## Объекты социальной сферы
- Школа I ст.
- Клуб.
- Дом культуры.